# Ballard, Kalifornien
Ballard är en ort i Santa Barbara County i delstaten Kalifornien, USA.